# Blutsalmler
Der Blutsalmler (Megalamphodus eques, Syn.: Hyphessobrycon callistus, H. eques, H. serpae), auch fälschlich Serpasalmler genannt, ist eine im Amazonasbecken, unteren Río Paraguay, Rio Guaporé, oberen Río Paraná und Nebenflüssen des Río Uruguay im südlichen Brasilien, Bolivien, Paraguay und Argentinien beheimatete Salmlerart. In Französisch-Guayana wurde der Fisch vom Menschen eingeschleppt.

## Merkmale
Seinen Namen verdankt der Blutsalmler der rötlichen Grundfarbe seines Körpers. Sein Körper ist gestreckt, mäßig hochrückig und seitlich stark abgeflacht. Weibchen sind hochrückiger. Der Blutsalmler wird vier Zentimeter lang. Neben der rötlichen Grundfärbung weist die Art einen tropfenförmigen, schwarzen Schulterfleck auf, der bei älteren Tieren allerdings verblassen kann. Die Rückenflosse ist an der Basis rot, im Übrigen schwarz mit einem weißen oberen Rand, die Afterflosse ist rot mit breitem, schwarzem Rand. Ihre ersten Flossenstrahlen sind weiß. Die übrigen Flossen sind rot.
Die Prämaxillare besitzt zwei Zahnreihen, die innere besteht aus fünf drei- oder vierspitzigen Zähnen. Auf der kurzen Maxillare stehen zwei bis drei dreispitzige Zähne sehr dicht beieinander.
- Flossenformel: Dorsale 10–11, Anale 27–30.
- Schuppenformel: mLR 31–33, QR 6–7/4, SL 5.[1]

## Lebensweise
Der Blutsalmler bewohnt bevorzugt unbeschattete, seeartige Gewässer und Bäche ausgedehnter, sumpfiger Überschwemmungsgebiete. Er lebt dort in der Uferzone in der Nähe üppiger Pflanzenbestände häufig in der Randzone, wo die Wasseroberfläche weitgehend frei von Pflanzen ist. Bei Gefahr flüchtet er sofort in die dichte Vegetation.
pH-Wert-Messungen an verschiedenen Fundorten zeigten saure bis leicht alkalische Reaktionen (5,5–7,6), Werte für die Karbonathärte unterhalb der Nachweisgrenze bis hin zu Werten um 7 °dH sowie Leitfähigkeitswerte zwischen 10 und 240 µS/cm.
Blutsalmler besitzen eine große Temperaturtoleranz. Während Temperaturmessungen der tropischen Gewässer meist Werte zwischen 24 und 30 °C zeigten, wurde an einem Fundort in Argentinien im Winter (der Südhalbkugel) eine Wassertemperatur von nur 6,3 °C gemessen.

## Systematik
Der Blutsalmler wurde 1882 durch den österreichischen Zoologen Franz Steindachner unter der Bezeichnung Chirodon eques erstmals wissenschaftlich beschrieben. Die Terra typica liegt bei Óbidos im brasilianischen Amazonasbecken. 1900 beschrieb der belgisch-britische Zoologe George Albert Boulenger einen weiteren Blutsalmler als Tetragonopterus callistus. Die Terra typica ist Corumbá im Pantanal. Die Gattung Hyphessobrycon wurde 1908 durch die US-amerikanische Zoologin Marion Lee Durbin eingeführt und der Blutsalmler bekam die wissenschaftliche Bezeichnung Hyphessobrycon eques. In der gleichen Publikation beschrieb sie einen weiteren Blutsalmler als Hyphessobrycon serpae mit dem Typusfundort Itacoatiara am Amazonas. Sowohl Tetragonopterus callistus als auch Hyphessobrycon serpae gelten heute als Synonymbeschreibungen von Hyphessobrycon eques. Innerhalb der nicht monophyletischen Gattung Hyphessobrycon gehörte der Blutsalmler zur Rosy-Tetra-Artengruppe. Im September wurde die Rosy-Tetra-Artengruppe unter der Bezeichnung Megalamphodus zu einer eigenständigen Gattung.

## Aquaristik

### Haltung und Pflege
Normalerweise ist die Pflege des Blutsalmlers im Gesellschaftsbecken unproblematisch, auch wenn er im Vergleich zu anderen Arten der Gattung Hyphessobrycon nicht immer friedlich ist und gelegentlich deutliche, innerartliche Aggressionen zeigt. Schwächere Artgenossen können angefressen werden, Augen infolge von Raufereien verloren gehen. Der Grund kann in nicht ausreichender Ernährung liegen oder die Folge von Überbesatz sein, da Blutsalmler zwar gesellige Gruppentiere sind, aber gleichzeitig eine Mindestdistanz zu Artgenossen benötigen.

### Herkunft
Die meisten in den Aquaristikfachhandel kommenden Tiere stammen aus deutschen Nachzuchten oder Asien-Importen.

### Rechtsvorschrift in Österreich
In Österreich sind die Mindestanforderungen zur Haltung von Fischen in der Verordnung 486 im §7 und deren Anlage 5 definiert. Siehe dazu auch den Wikipedia-Eintrag Zierfische.
Speziell für Blutsalmler gilt zusätzlich: Es müssen mindestens 5 Tiere dieser Art gehalten werden und folgende Grenzwerte sind einzuhalten:
|                                  | Wert         | Anmerkung                         |
| -------------------------------- | ------------ | --------------------------------- |
| Mindestgröße des Aquariums       | 60 × 30 × 30 | Länge × Breite × Höhe in [cm]     |
| Bereich für die Wassertemperatur | 18 – 29      | Grad Celsius [°C]                 |
| Bereich für die Wasserhärte      | 0 – 15       | Grad deutscher Gesamthärte [⁰dGH] |
| Bereich pH-Wert                  | 5,0 – 8,0    | Säuregrad                         |
| Maximalwert Nitrat               | 50           | [mg/l]                            |